# Hypolimnas picta
Hypolimnas picta är en fjärilsart som beskrevs av Hans Fruhstorfer 1912. Hypolimnas picta ingår i släktet Hypolimnas och familjen praktfjärilar. Inga underarter finns listade i Catalogue of Life.